# Frauen um Dr. Corday
Frauen um Dr. Corday ist ein US-amerikanisches Filmdrama aus dem Jahr 1949 von Curtis Bernhardt mit Glenn Ford und Charles Coburn in den Hauptrollen. Der Film wurde von Metro-Goldwyn-Mayer produziert und basiert auf dem Roman Corps et Âme von Maxence Van der Meersch.

## Handlung
Michael Corday hat sein Medizinstudium an der Harvard University abgeschlossen und kommt in die Abteilung für Neurologie des Bellevue Hospital in New York City, um sein Praktikum zu beginnen. Michaels versnobter Vater, John Corday, ist ebenfalls Arzt, ebenso wie der Verlobte seiner Schwester Mariette, George Esmond. Als Michael George beschuldigt, ein Opportunist zu sein und Mariette nur heiraten zu wollen, um mit einer prominenten Ärztefamilie in Verbindung gebracht zu werden, bestreitet George die Anschuldigung. Im Krankenhaus beginnt Michaels Praktikum in der Notaufnahme schlecht, als er von einem anderen Arzt, Dr. Granville, beschuldigt wird, seine Patienten brüsk zu behandeln. 
Als sich Gerüchte über Michaels schlechtes Benehmen am Krankenbett in der gesamten Abteilung verbreiten, nimmt Michael die Kritik wahr und beschließt, sein Verhalten zu ändern. Als sich eine seiner Patientinnen, eine mittellose Verkäuferin namens Evelyn Heldon, darüber beschwert, dass sie in einem überfüllten Zimmer für „Sterbende“ untergebracht wird, lässt Michael sie in ein anderes Zimmer verlegen. Michael freundet sich mit Evelyn an und sorgt dafür, dass ihre komplizierte Lungenabszessoperation von Dr. Garard durchgeführt wird, dem besten Chirurgen der Abteilung. Unterdessen beschließt Michaels junge Schwester Fabienne, sich dem Wunsch ihres Vaters zu widersetzen und verlässt ihr Zuhause, um alleine in Greenwich Village zu leben. 
Die Familie Corday gerät in weitere Turbulenzen, als Michael sich in Evelyn verliebt und Michaels Vater Dr. Garard bittet, Evelyn zu bezahlen, damit sie ihn verlässt. Michael ist am Boden zerstört, als er von der Bezahlung erfährt, und wandert auf der Suche nach ihr durch die Straßen. Nachdem er den Rat von Dr. Alfred Norton eingeholt hat, der ihm rät, seinem Herzen zu folgen, findet Michael Evelyn bei ihrer Arbeit. Als er bemerkt, dass sie nicht genug Geld hat, um Essen zu kaufen, beschließt er, seine Heiratspläne zu verschieben, bis er ihr helfen kann, wieder zu Kräften zu kommen. Zurück im Hause Corday erkrankt Michaels Vater, und da Fabienne sich weigert, nach Hause zurückzukehren, um sich um ihn zu kümmern, ist Mariette gezwungen, ihre Hochzeit abzusagen, um ihm zu helfen. Mit Evelyns Hilfe eröffnet Michael eine Privatpraxis in der Third Avenue, in einem ärmeren Viertel, doch schließlich sehnt er sich nach einer Ausbildung bei einem erfahrenen Arzt. 
Spät in der Nacht bricht Fabienne, deren Freund sie verlassen hat, vor Michaels Tür zusammen. Fabienne leidet unter Blutungen aufgrund einer misslungenen Abtreibung und wird zu einem Arzt gebracht, stirbt jedoch während der Operation. Nachdem er einen kleinen Jungen gepflegt hat, der sich die Hand verletzt hat, beschließt Michael, weiterhin als Arzt in der Third Avenue zu praktizieren. Er und Evelyn freuen sich darauf, gemeinsam eine erfolgreiche Praxis zu führen.

## Hintergrund
Gedreht wurde der Film von Mitte Mai bis Ende Juni 1949.
Im März 1948 wurde berichtet, MGM habe 50.000 Dollar (2024: ca. 652.000 Dollar) für die Filmrechte an Maxence Van der Meerschs Roman bezahlt. 
Laut Werbematerialien des Studios wurde ein Großteil des Films an Originalschauplätzen in New York gedreht. Zu den verschiedenen Drehorten in Manhattan gehörten der Patchin Place in Greenwich Village, die Third Avenue, die 42nd Street, der Times Square, das Bellevue Hospital und das Columbia-Presbyterian Medical Center. 
Regisseur Curtis Bernhardt verwendete eine getarnte Kamera, die in einem Lastwagen versteckt war, um Szenen an Originalschauplätzen in der 42nd Street zu drehen. Er verwendete auch eine Kamera, die in einer falschen Wand in einem Café versteckt war, um unentdeckt Menschen zu filmen zu können.
E. Preston Ames und Cedric Gibbons oblag die künstlerische Leitung. Arthur Krams und Edwin B. Willis waren für das Szenenbild zuständig. Verantwortlicher Toningenieur war Douglas Shearer. Sidney Cutner und Leo Shuken leiteten das Orchester.
Nancy Reagan bekam unter ihrem Mädchennamen Nancy Davis ihren ersten Filmcredit. Glenn Ford arbeitete erstmals für MGM.

## Veröffentlichung
Die Premiere des Films fand am 29. September 1949 statt. In Österreich kam er am 30. Juli 1954 in die Kinos.

## Kritiken
Der Filmkritiken-Aggregator Rotten Tomatoes hat in einer Auswertung ein Publikumsergebnis von 83 Prozent positiver Bewertungen ermittelt.
Bosley Crowther von der The New York Times nannte den Film einen netten kleinen Schmachtfetzen. Zuschauer, die klinische Details mögen, die mit Gefühl und Liebe verpackt sind, werden ihn als verlockendes Erlebnis empfinden, natürlich ein wenig grausam, aber voller Hoffnung.